# اندمول
اندمول (انگلیسی: Endemol) شرکت رسانه‌ای هلندی است، که در سال ۱۹۹۵ تأسیس شد.